# Лисенкова Софія Миколаївна
Софія Миколаївна Лисенкова (нар. 24 лютого 1924, Москва — пом. 6 грудня 2012, Москва) — радянський та російський педагог-новатор, заслужена вчителька школи Російської РФСР (1981 р.), народна вчителька СРСР (1990 р.). У 1999 році їй присвоєно найвищу галузеву нагороду Міністерства загальної та професійної освіти Російської Федерації — медаль К. Д. Ушинського.

## Походження та навчання
У 1945 році Софія Лисенкова закінчила 10 класів, після чого вступила до 11-го педагогічного класу 349-ї московської школи. З 1946 року безперервно працювала вчителем початкових класів у Москві.

## Наукова діяльність
На початку 1990-х років сформулювала основні постулати методики випереджального навчання.
Софія Лисенкова має послідовників і авторитет у педагогічному середовищі. Неодноразово її піддавали критиці методисти й учителі, які працюють у традиційній методиці. Входила до плеяди засновників педагогіки співробітництва. Попри свій вік, до останніх днів життя працювала в школі.
Програма навчання дітей досі популярна, її авторка працювала в школі разом з Віктором Шаталовим. Софія Лисенкова — автор методики випереджального навчання, головною метою освіти є опорні схеми, які допомагають конструктивно зрозуміти записані лекції.